# Асизи

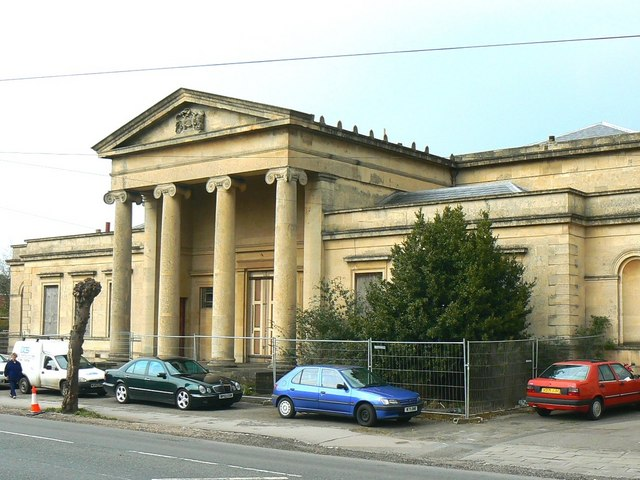
Колишня будівля Асизів (виїздного суду) в Дівайзісі, Вілтшир, Англія

Асизи (англ. Assizes — у середньовічній Англії — назва деяких актів короля, а також назва особливих видів позовів, виїзних сесій судів. Виїзні сесії в Англії та Уельсі скасовані Законом про суди 1971 року й замінені одним постійним Королівським судом.
В Англії ще з XII століття назва assisa або assisia давалося суду, в якому вирішувалися справи не поєдинком, як це допускалося з часу завоювання Англії норманами і в цивільних процесах, а на підставі сумлінного дослідження істини. У цьому судочинстві, особливо при розгляді спірних земельних питань, запрошувалися в якості свідків і суддів до подачі під присягою свого голосу 12 осіб сусідів, яким було відомо про справу.
З XIII століття «суд Божий» в кримінальних процесах замінили вироком зборів народних суддів. Відтоді назва асизів стали давати судам присяжних і їх судочинствам не тільки в Англії, але також у Франції та в тих країнах, які ввели у себе судовий устрій, подібний французькому. Більш докладні відомості про Асизи як про явища, що передували нинішньому суду присяжних, містяться в творах Бінера "Das engl. Geschworenengericht" (3 т., Лейпциг, 1852-55) і Бруннера «Die Entstehung der Schwurgerichte» (Берлін, 1872). Про нинішній устрій асизів взагалі — див. Суд присяжних. Вираз assisa, цілком ймовірно, походить від англосаксонського asetniss.
У сучасній Англії Асизи — виїзні сесії Суду королівської лави. У тому ж значенні, як виїзний суд, який би розглядав справи за участю присяжних, термін «Асизи» вживається і в сучасній Франції.
Національний архів зберігає більшість збережених історичних записів присяжних.